# Споднє Вртиче
Споднє Вртиче (словен. Spodnje Vrtiče) — поселення в общині Кунгота, Подравський регіон‎, Словенія.